# Laphria basalis
Laphria basalis är en tvåvingeart som beskrevs av Hermann 1914. Laphria basalis ingår i släktet Laphria och familjen rovflugor.
Artens utbredningsområde är Taiwan. Inga underarter finns listade i Catalogue of Life.